# Campionati mondiali di pentathlon moderno 1950
I campionati mondiali di pentathlon moderno 1950 si sono svolti a Berna, in Svizzera. Si sono disputate le gare maschili individuali ed a squadre.

## Risultati

### Maschili
| Evento      | Oro                                        | Argento                                             | Bronzo                                                   |
| Individuale | Lars Hall                                  | Duilio Brignetti                                    | Lauri Vilkko                                             |
| A squadre   | Svezia Lars Hall Bertil Haase Thor Henning | Finlandia Viktor Platan Ville Taalikka Lauri Vilkko | Italia Duilio Brignetti Gianni Cantoni Giulio Palmonella |

## Medagliere
| Posizione | Paese     |   |   |   | Totale |
| --------- | --------- | - | - | - | ------ |
| 1         | Svezia    | 2 | 0 | 0 | 2      |
| 2         | Finlandia | 0 | 1 | 1 | 2      |
| 2         | Italia    | 0 | 1 | 1 | 2      |
| Totale    | Totale    | 2 | 2 | 2 | 6      |